# City of Preston
Preston – dystrykt w hrabstwie Lancashire w Anglii.

## Podział administracyjny
1 Preston Rural North
1A Barton
1B Goosnargh
1C Whittingham
1D Woodplumpton
2 Preston Rural East
2A Broughton
2B Grimsargh
2C Haighton
3 Lea

## Miasta
- Preston

## Inne miejscowości
Barton, Broughton, Catforth, Eaves, Goosnargh, Grimsargh, Inglewhite, Whitechapel, Woodplumpton.